# Audiência e Chancelaria Real de Caracas
A Audiência e Chancelaria Real de Caracas, ou simplesmente Audiência Real de Caracas, foi o mais alto tribunal da Monarquia Católica no território da Capitania-Geral da Venezuela. Foi criada em 6 de julho de 1786, na cidade de Santiago de León de Caracas, sendo a última audiência real a ser organizada na América continental , antes das guerras de independência na América espanhola. Foi instalada em 19 de julho de 1787.

## Estructura
Estava regularmente composta por um regente, três ouvidores e um procurador. Sua função era administrar a justiça e supervisionar as ações dos funcionários reais em sua jurisdição correspondente, respondendo diretamente apenas ao Conselho das Índias na Espanha.

A real cédula de 15 de maio de 1786, a primeira a fazer referência a esta Real Audiência, menciona seus limites e os funcionários da mesma:
| Original: Ha resuelto Su Majestad con vista de todo, que continúe la Provincia de Maracaibo unida como lo está a la Capitanía General e Intendencia de Caracas, observándose lo dispuesto por Real Cédula de 15 de febrero de este año sobre la agregación de la Ciudad de Trujillo y su jurisdicción al Gobierno de Maracaibo; y creación de la Provincia de Barinas en Comandancia separada, con calidad de por ahora. Y para evitar los perjuicios que se originan á los habitantes de dichas Provincias de Maracaibo, la de Cumaná, Guayana, Margarita é Isla de Trinidad, comprendidas en la misma Capitanía General de recurrir por apelación de su negocios á la Audiencia pretorial de Santo Domingo, ha resuelto el Rey crear otra en Caracas, compuesta por ahora por un Decano Regente, tres Oidores y un Fiscal; dejando igual número de Ministros, en la de Santo Domingo, y ciñendo su distrito a la parte española de aquella Isla, la de Cuba y Puerto Rico; a cuyo fin nombra Su Majestad desde luego los Ministros que han de servir en una y otra. | Em português: Sua Majestade resolveu, após consideração de tudo, que a Província de Maracaibo continue unida à Capitania Geral e Intendência de Caracas, conforme estabelecido na Real Cédula de 15 de fevereiro deste ano, sobre a agregação da Cidade de Trujillo e sua jurisdição ao Governo de Maracaibo; e a criação da Província de Barinas em uma Comandância separada, por enquanto. Para evitar prejuízos aos habitantes das Províncias de Maracaibo, Cumaná, Guayana, Margarita e Ilha de Trinidad, incluídas na mesma Capitania Geral, ao recorrerem em apelação de seus assuntos à Real Audiência de Santo Domingo, o Rei decidiu criar outra em Caracas, composta por um Decano Regente, três Ouvidores e um Fiscal, por enquanto; mantendo o mesmo número de Magistrados em Santo Domingo, limitando sua jurisdição à parte espanhola daquela ilha, Cuba e Porto Rico. Para esse fim, Sua Majestade nomeia imediatamente os Magistrados que servirão em uma e outra. |